# Quận Rhea, Tennessee
Quận Rhea là một quận thuộc tiểu bang Tennessee, Hoa Kỳ.
Quận này được đặt tên theo. Theo điều tra dân số của Cục điều tra dân số Hoa Kỳ năm 2000, quận có dân số 28.400 người. Quận lỵ đóng ở Dayton6.

## Địa lý
Theo Cục điều tra dân số Hoa Kỳ, quận có diện tích 871 km2, trong đó có 53 km2 là diện tích mặt nước.

## Thông tin nhân khẩu

Tháp tuổi theo điều tra dân số năm 2000.